# Tulebras
Tulebras ist eine Gemeinde (Municipio) in Navarra, Spanien, mit 155 Einwohnern (Stand: 2024), die mehrheitlich spanischsprachig sind.

## Geografische Lage
Tulebras liegt im Süden der Region Navarra auf einer Höhe von ca. 370 m. Die Ortschaft liegt etwa 110 Kilometer südlich von Pamplona und etwa 95 Kilometer nordwestlich von Saragossa. 

## Sehenswürdigkeiten
- Trappistinnenabtei Tulebras

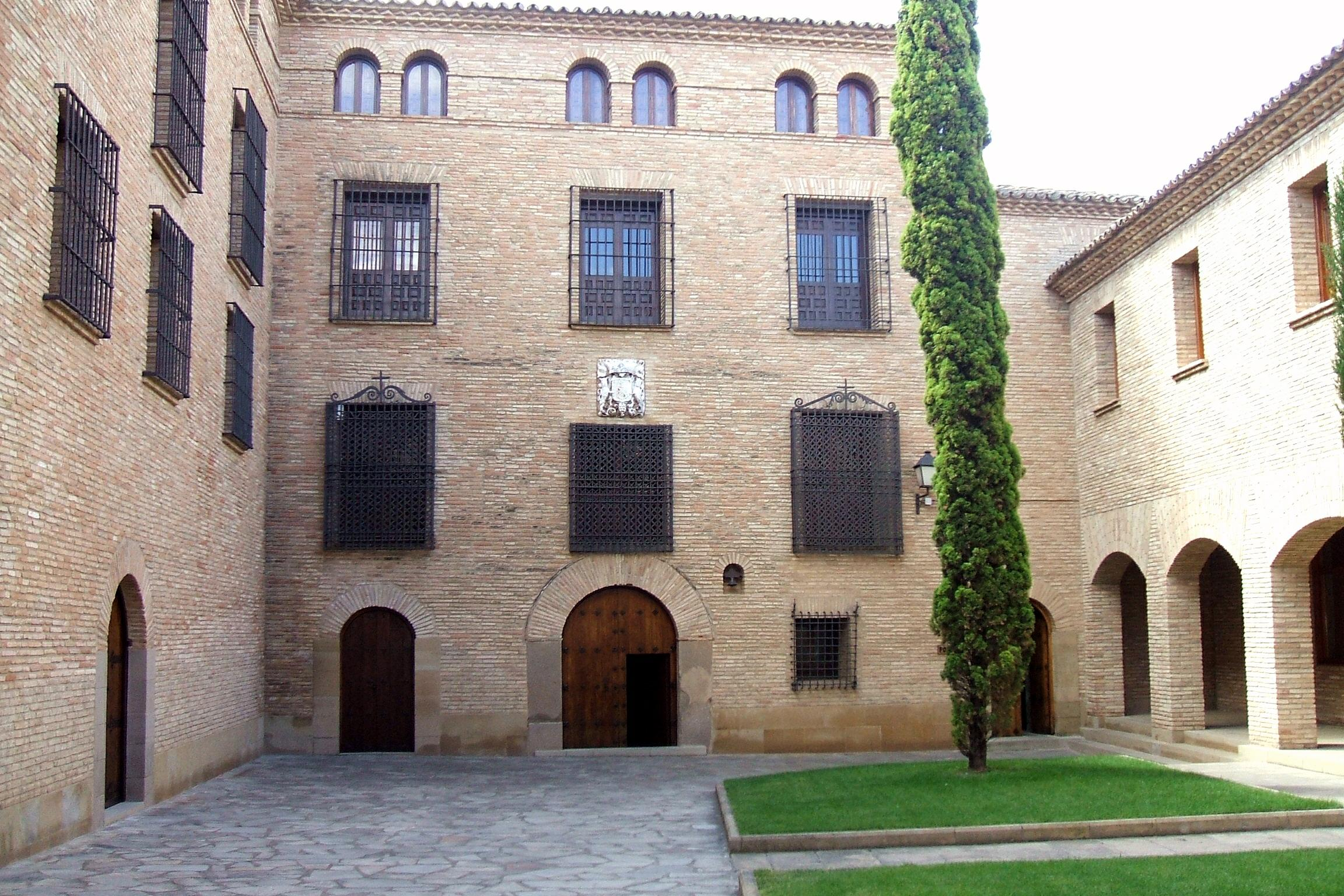
Trappistinnenabtei